# Batterie de Viraysse
La batterie de Viraysse, appelée aussi batterie de la Tête de Viraysse, est un ouvrage fortifié alpin, faisant partie de la place forte de Tournoux, situé à l'est de la commune de Larche, se situant à 2 772 mètres d'altitude, dans le département des Alpes-de-Haute-Provence.

## Une batterie Séré de Rivières

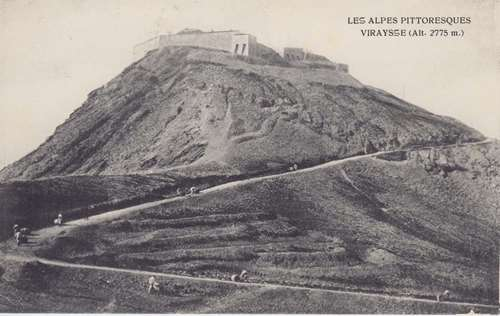
Carte postale de la batterie Viraysse.

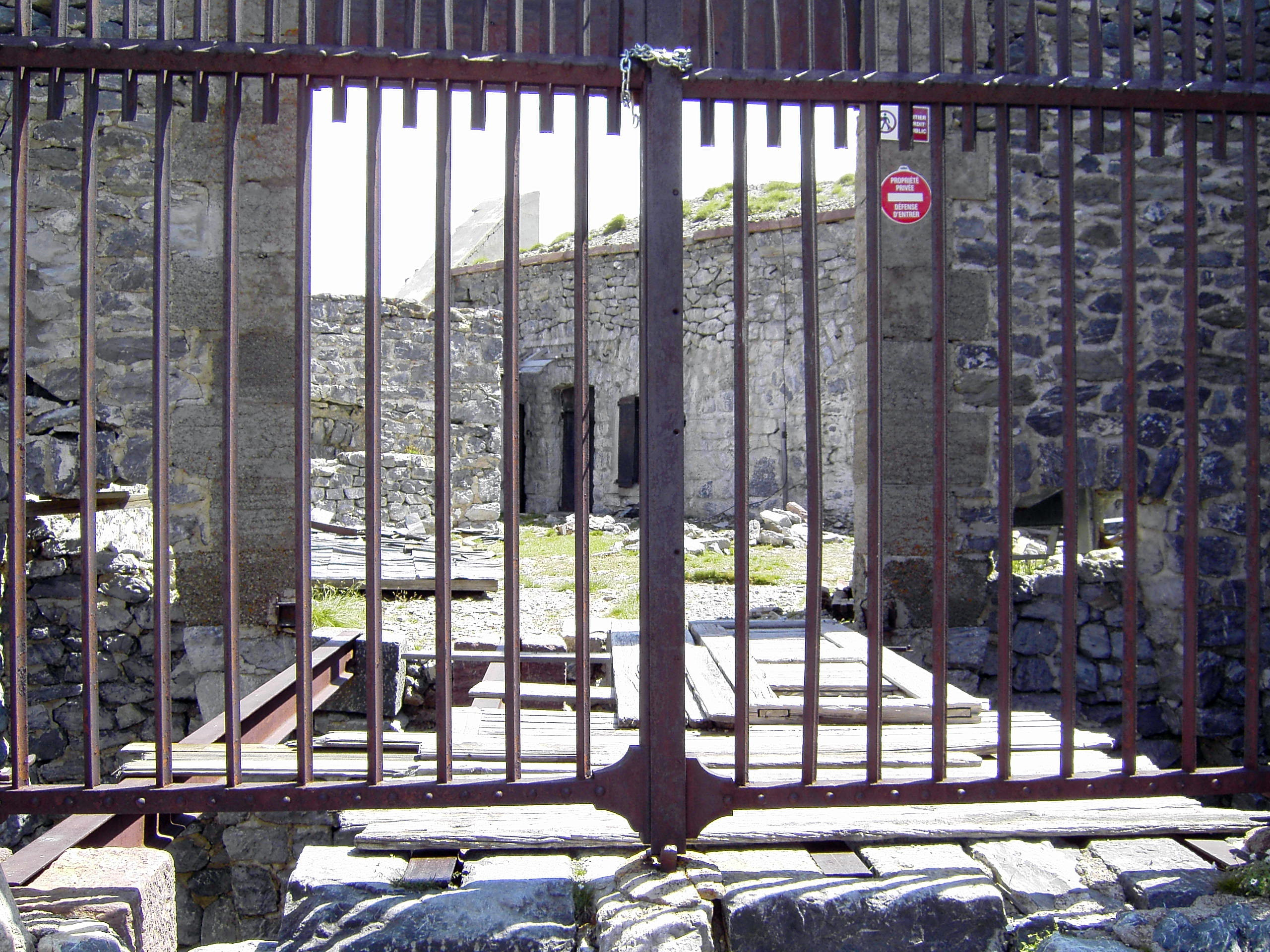
La grille de l'entrée de la batterie.

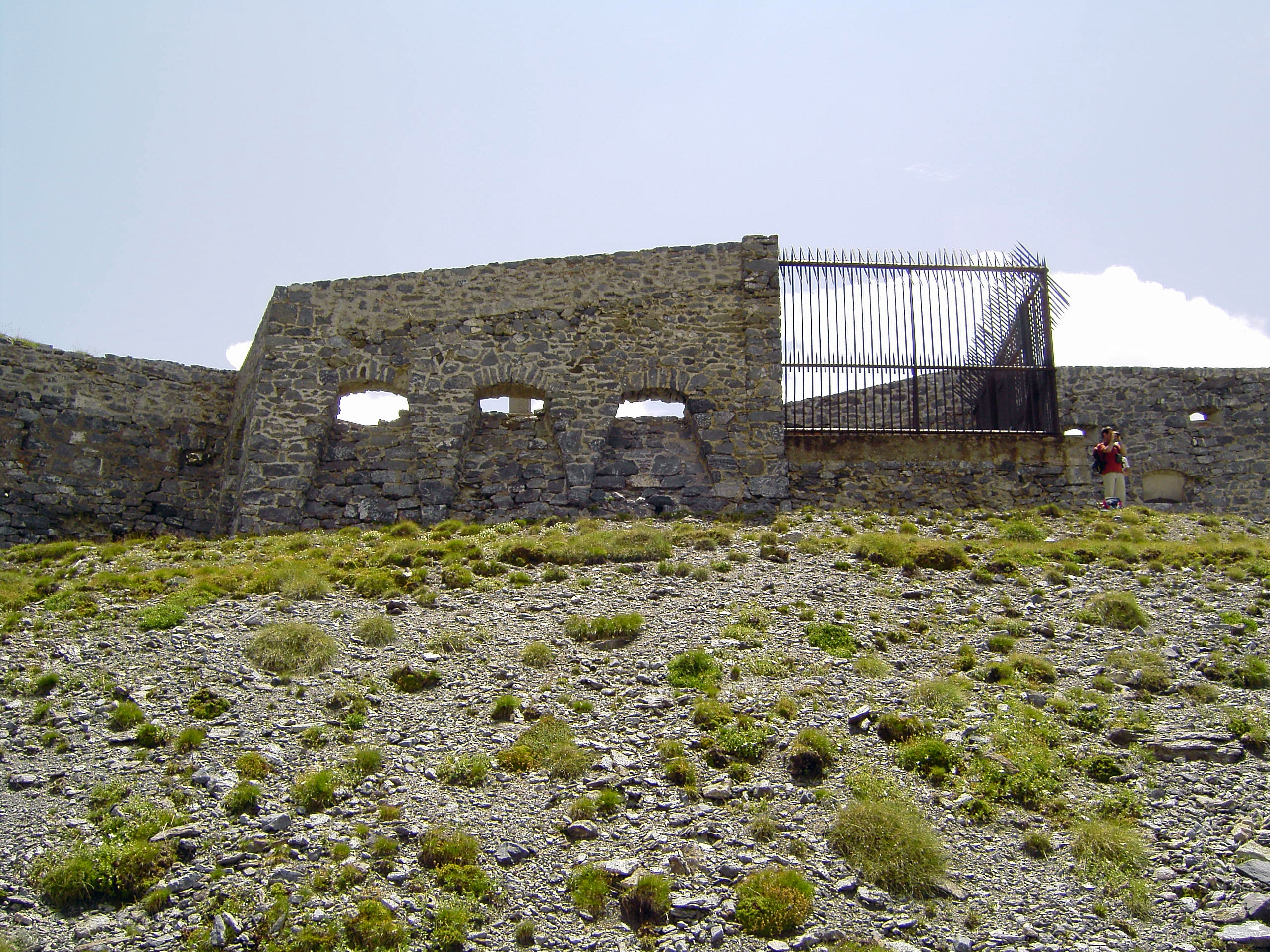
Le mur défensif de la batterie.

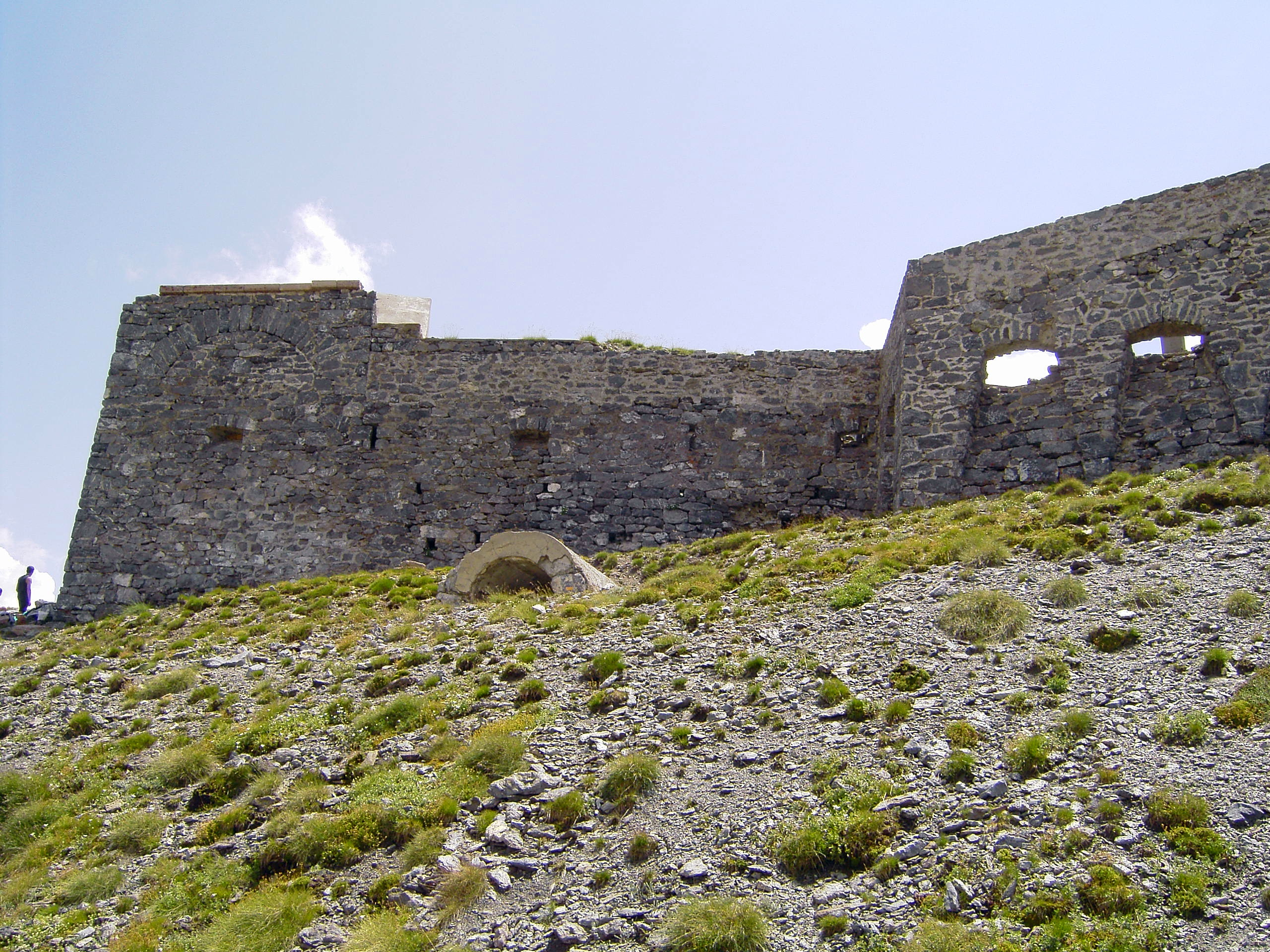
Le mur défensif de la batterie.

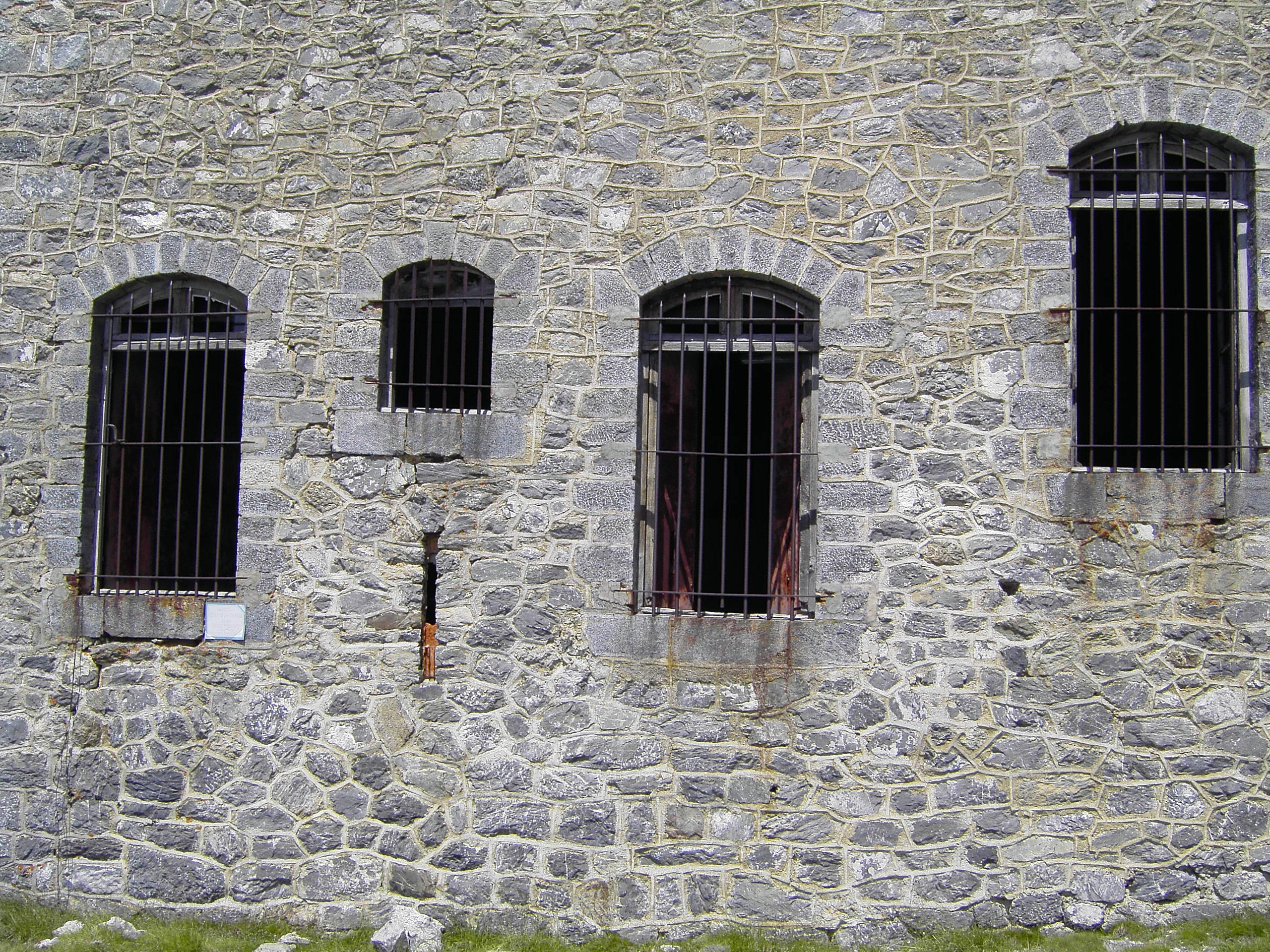
Le mur défensif de la batterie.

En 1882, le royaume d'Italie intègre la Triplice, augmente ses unités d'Alpini et commence à fortifier les Alpes. En réaction, la République française crée ses troupes de montagne (notamment les bataillons de chasseurs alpins) en 1888 et lance la modernisation de ses fortifications alpines. Dans les années 1880 sont donc lancés les travaux de construction de plusieurs batteries détachées sur les hauteurs en amont du fort de Tournoux : Roche-la-Croix, Mallemort, Viraysse, Cuguret, Vallon Claus, Chaudon, Chatelard, de la Tour et Dormillouse.
La batterie de Viraysse est installée au sommet de la Tête de Viraysse, à 2 772 mètres d'altitude, ce qui en fait l'ouvrage le plus élevé des fortifications françaises du XIXe siècle (côté italien, la batterie du mont Chaberton construite en 1898-1906 est perchée encore plus haut, à 3 131 m). De là-haut, elle domine la vallée de l'Ubayette, où passe la route nationale 100 (l'actuelle D 900) descendant du col de Larche (à 1 991 mètres d'altitude).
Il a fallu d'abord tailler la route d'accès en lacets, montant par le col de Mallemort (à 2 559 mètres) puis le col de Viraysse (2 721). La batterie est construite en maçonnerie, armée avec huit canons de 95 mm (deux pointés vers la vallée de l'Ubayette, quatre vers le col de Larche, deux pour les cols des Monges et du Sautron). Un casernement est aménagé plus bas sur le versant au nord-ouest (44° 28′ 35,27″ N, 6° 51′ 09,54″ E), au bord de la route d'accès. En 1893-1894, trois casemates voûtées supplémentaires sont aménagés sur la batterie pour améliorer les conditions de vie sous la neige.
Lors de la mobilisation d'août 1914, six canons de 95 mm sont en place dans la batterie. La batterie est désarmée en 1915.

## Description
C'est un ouvrage d'artillerie avec enceinte, le plus haut de tout le système dit Séré de Rivières. La batterie était prévue pour six pièces de 95 mm. Son petit casernement, de par l'isolement et l'éloignement de cette batterie, a conservé non seulement son fourneau François-Vaillant, mais également ses marmites, un poêle (hélas étêté), et quelques belles huisseries, tandis que dans la cour demeure encore un petit édicule Goux. La défense du périmètre était assurée depuis des bastionnets. L'ensemble des grilles défensives subsiste. Dominée au nord-est par la Tête de Sautron (3 165 m) où passe la frontière italienne, Viraysse avait des vues imprenables sur le col frontière de Larches, appelé aussi col de la Madeleine (1 991 m), col qui, débouchant sur la vallée de l'Ubayette, conduisait droit sur la l'Ubaye et Tournoux. La construction de cette batterie fut très difficile en raison de l’attitude. On fit des travaux d'agrandissement des casemates entre 1890 et 1894. Non loin en contrebas se trouve une batterie annexe qui n'est qu'une ligne de quatre traverses pleine séparées par des plates-formes.
Le casernement de Viraysse est construit en 1887-1890, à une altitude de 2 503 m. Situé dans une combe 150 m au nord du col de Mallemort et 550 m au nord-ouest de la batterie de Viraysse, le casernement défensif de Viraysse est un vaste quadrilatère cernant une cour intérieure. Deux des coins opposés comportent un petit bâtiment faisant saillie et flanquant les quatre fronts extérieurs. L'ensemble apparaît comme une ruine avec les particularités suivantes : le total lambrissage de l'un des bâtiments en ruines, un rarissime vestige de poêle en fonte, le fait que dans cet univers où la pierre domine nombre de créneaux ont été bétonnés, de belles écuries, quelques volets blindés et huisseries d'origine, des édicules Goux, des créneaux de pied aux bastionnets.

## Intégrée à la ligne Maginot
En 1929, la Commission de défense des frontières décide d'implanter le « barrage de Larche » plus en aval, en construisant les ouvrages d'artillerie Saint-Ours Haut et de Roche-la-Croix. Viraysse est finalement intégré dans la ligne des avant-postes du quartier de Meyronnes (confié au 83e BAF, le 83e bataillon de chasseurs alpins) du secteur Ubaye, dépendant du secteur fortifié du Dauphiné.
Viraysse domine ainsi l'avant-poste de Larche (44° 27′ 17,51″ N, 6° 50′ 24,36″ E) ; son armement est désormais de quatre mortiers de 150 mm T modèle 1917 Fabry, servis par un détachement de la 11e batterie du 162e RAP (le 162e régiment d'artillerie de position). Il sert aussi d'observatoire d'artillerie, avec l'indicatif O 8, avec des vues jusqu'à l'Italie.

## Combats de juin 1940
Le royaume d'Italie déclare la guerre à la République française et au Royaume-Uni le 10 juin 1940. Le 11 juin, ordre est donné d'évacuer les habitants des communes de Larche vers la Lozère.
Le 17 juin, les premières troupes italiennes de la 33e division Acqui passent la frontière au col de Larche : les SES françaises les arrêtent, soutenues par les tirs de la tourelle de l'ouvrage de Roche-la-Croix (avec 69 obus), le réglage étant confié à l'observatoire de Viraysse. Le 20 juin, l'artillerie lourde italienne frappe Viraysse ; en soirée, les observateurs italiens sont repérés sur la Tête-des-Parties, puis traités par la tourelle de Roche-la-Croix. Le 21, l'infanterie italienne débouche par les cols de Sautron et des Monges pour s'approcher de Viraysse ; les tirs des canons de 155 mm du 293e RALD et de la tourelle les repoussent. Viraysse est de nouveau bombardé puis encerclé le 22 juin au matin, avec soutien de la tourelle et du bloc 6 de Roche-la-Croix. Le 23 juin, il neige sur les hauteurs ; Larche est prise par les Italiens, mais tout mouvement entraîne l'arrivée d'une salve d'obus tirée par la tourelle. En soirée, les Italiens attaquent Viraysse, qui se défend à la grenade.
L'armistice du 24 juin 1940 entre l'Italie et la France est signé à Rome, avec application le 25 juin à 0 h 35 (la majorité des batteries française tirent jusqu'à cette heure limite pour vider un peu les stocks).

## État actuel
La batterie et le casernement sont devenus propriété privée en 2005.

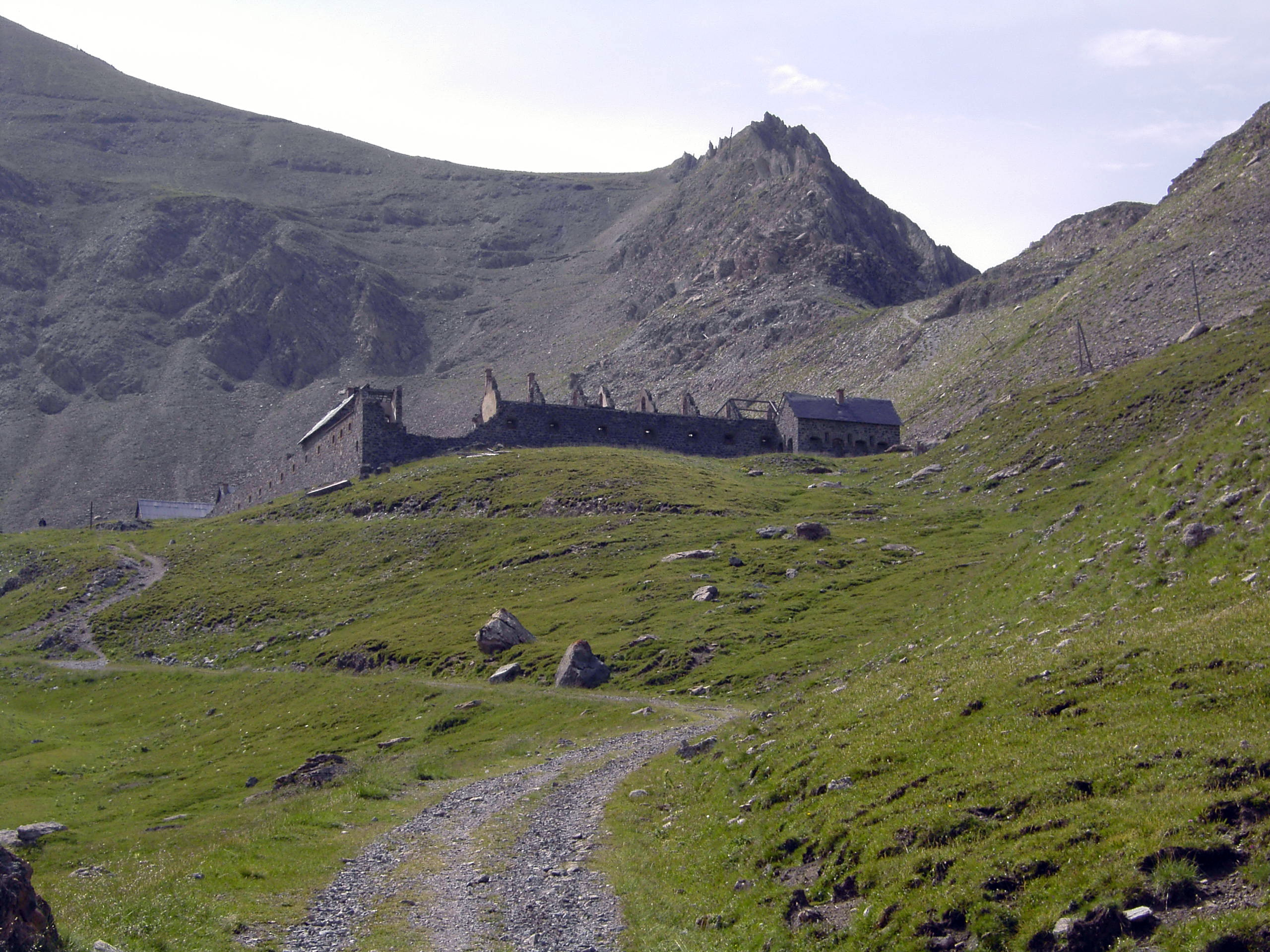
Vue d'ensemble du casernement défensif.
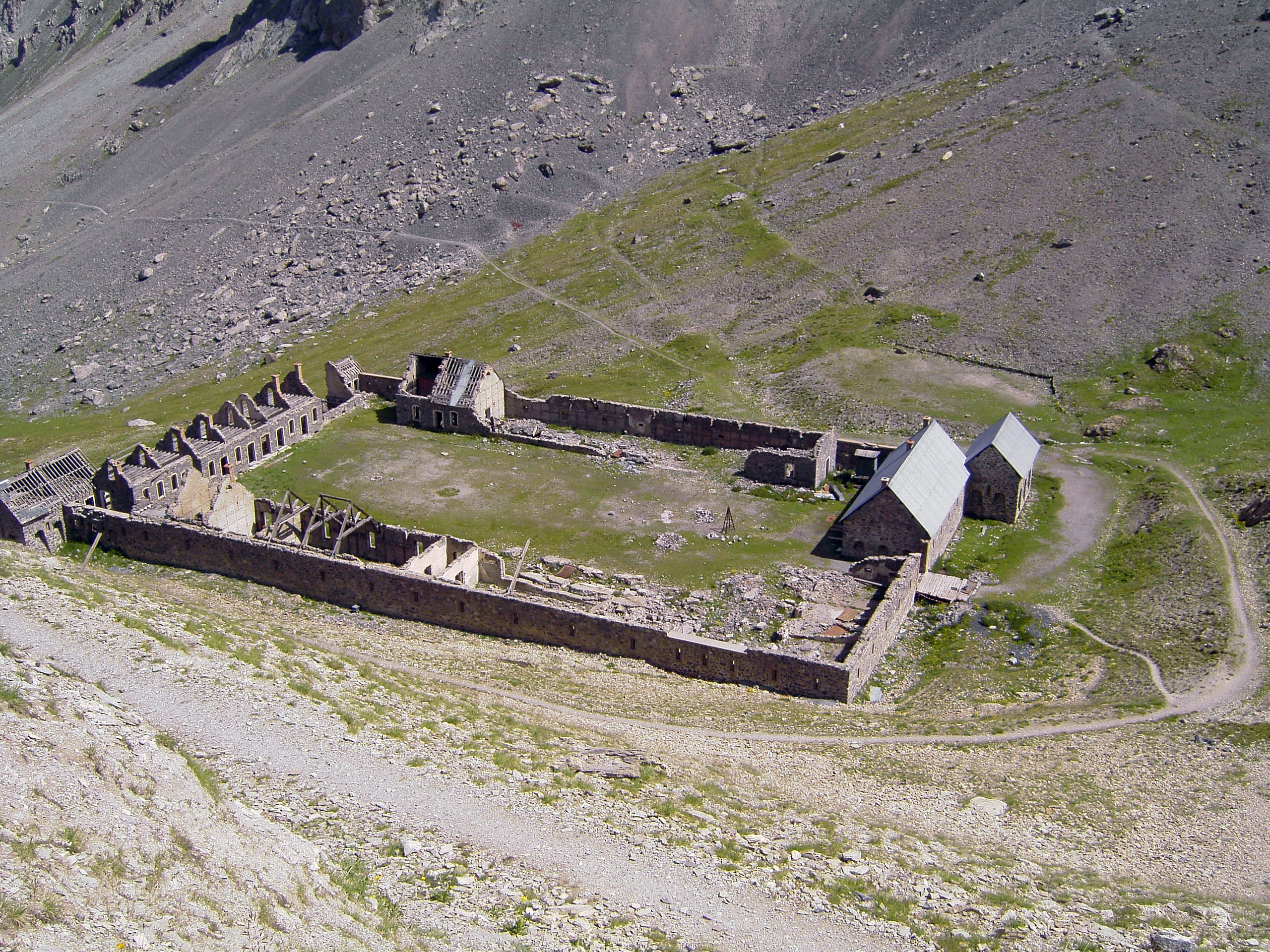
Vue d'ensemble du casernement défensif.
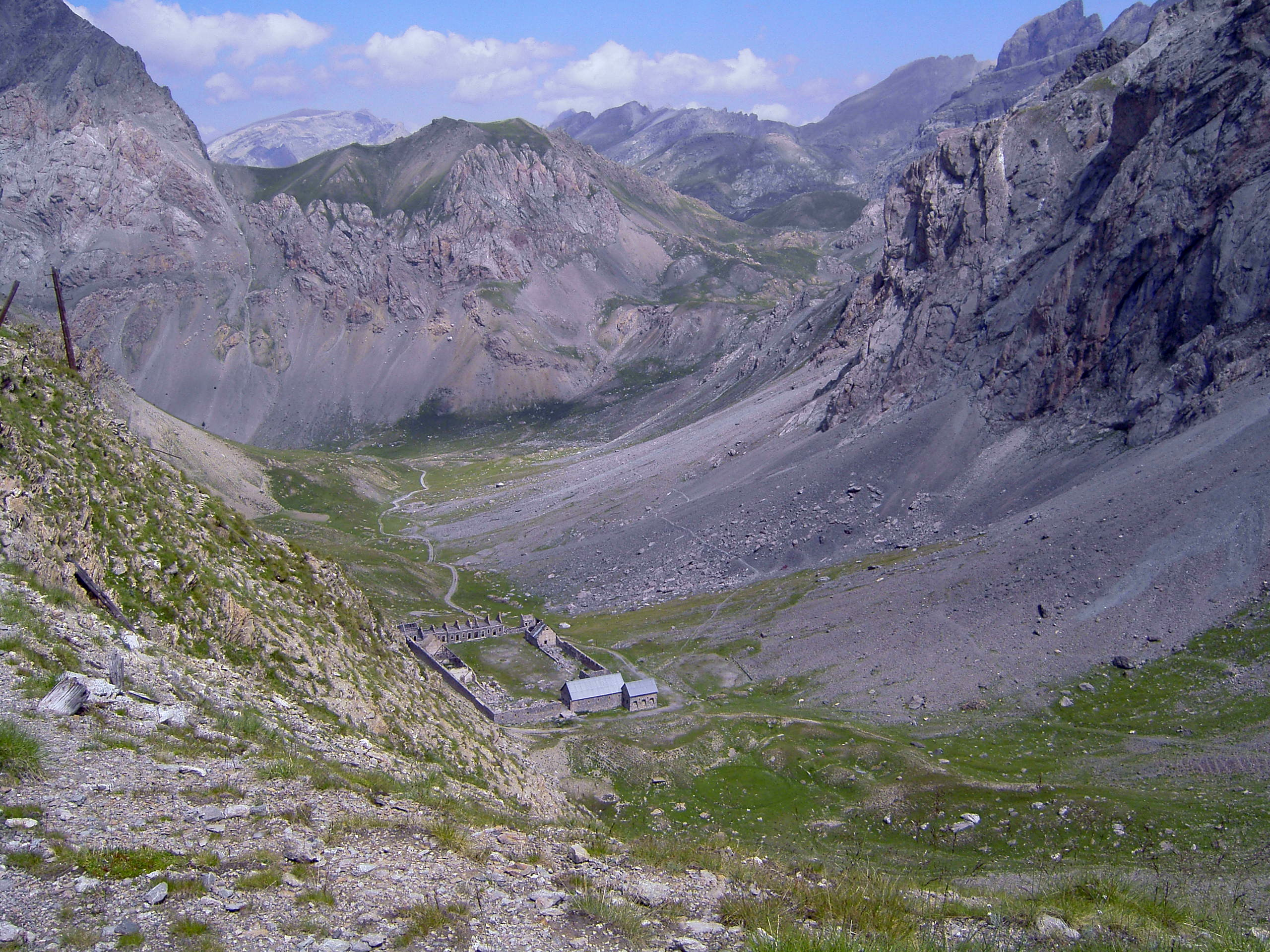
Vue d'ensemble du casernement défensif.
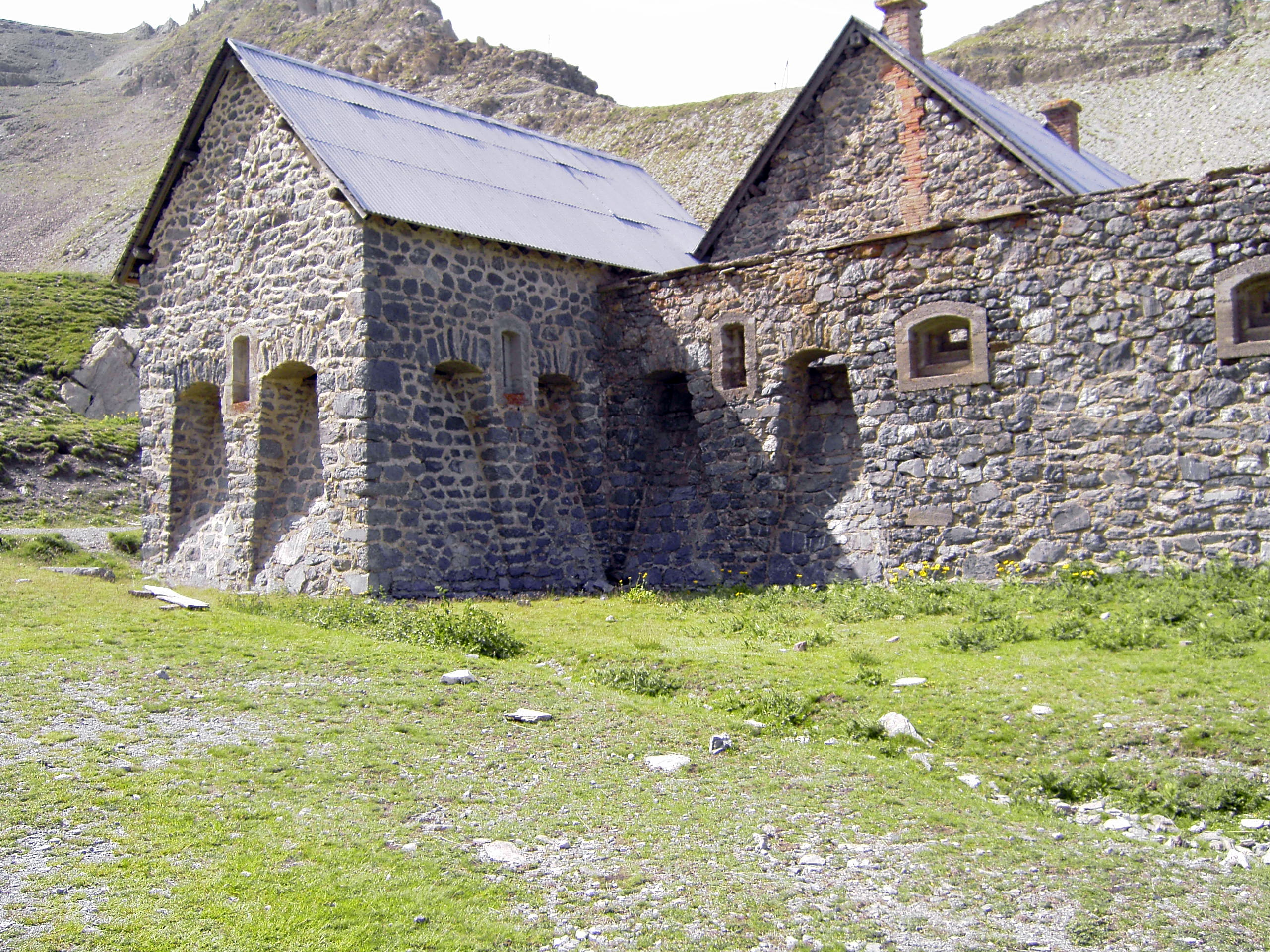
Vue sur les créneaux de pied du casernement défensif.
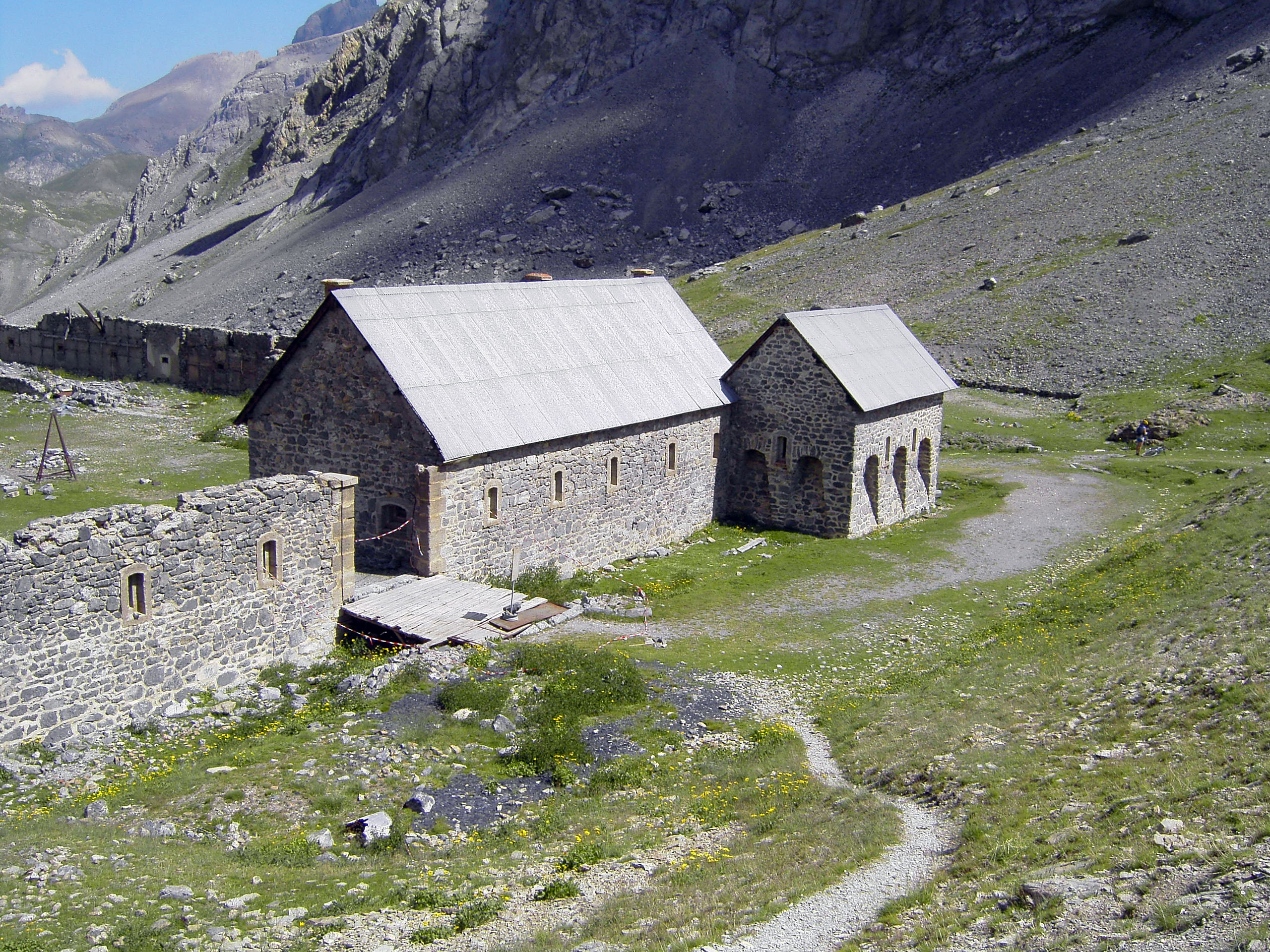
Vue sur l'entrée du casernement défensif.
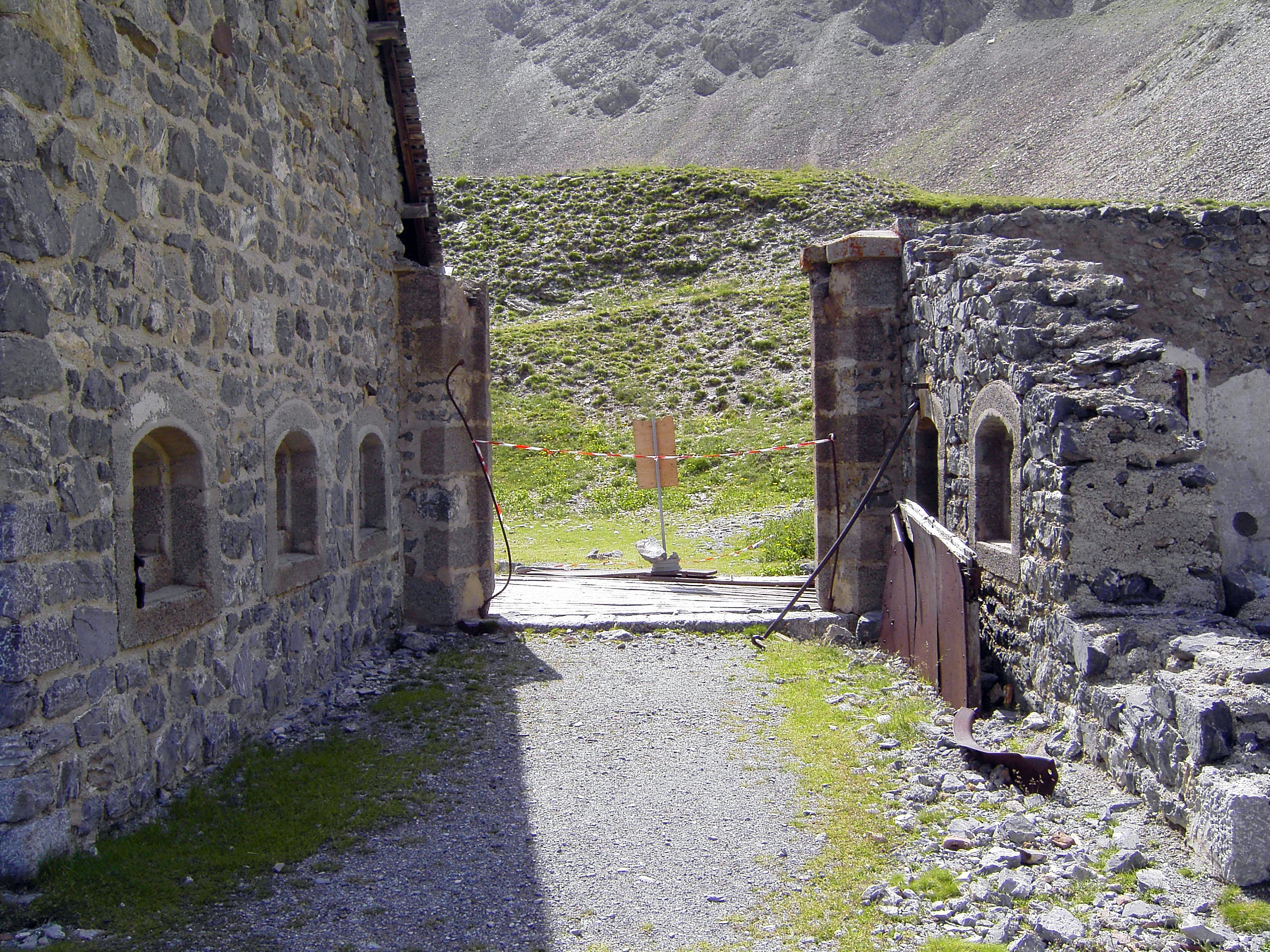
L'entrée de la cour vue de l'intérieur du casernement défensif.
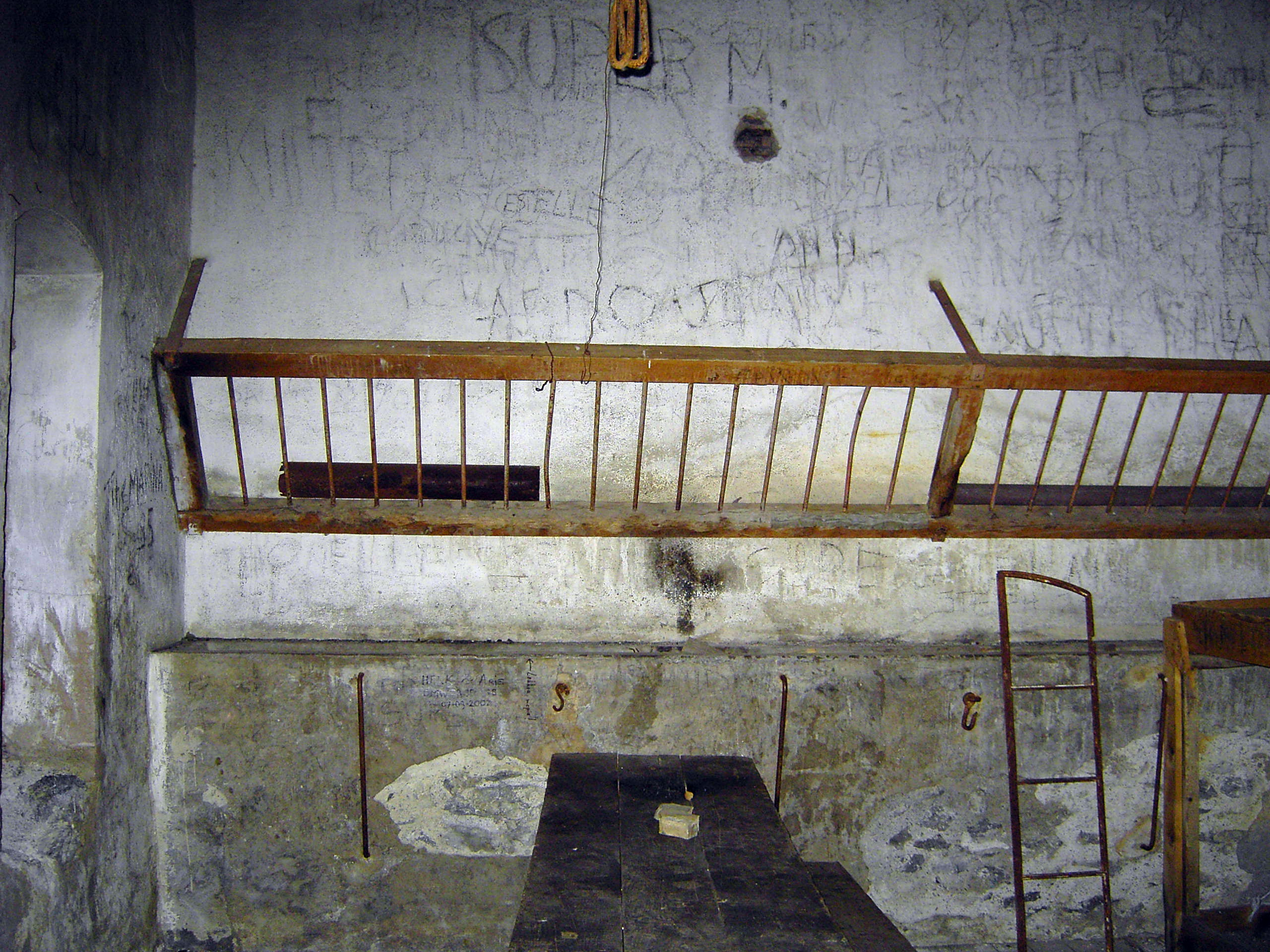
L'écurie du casernement défensif.
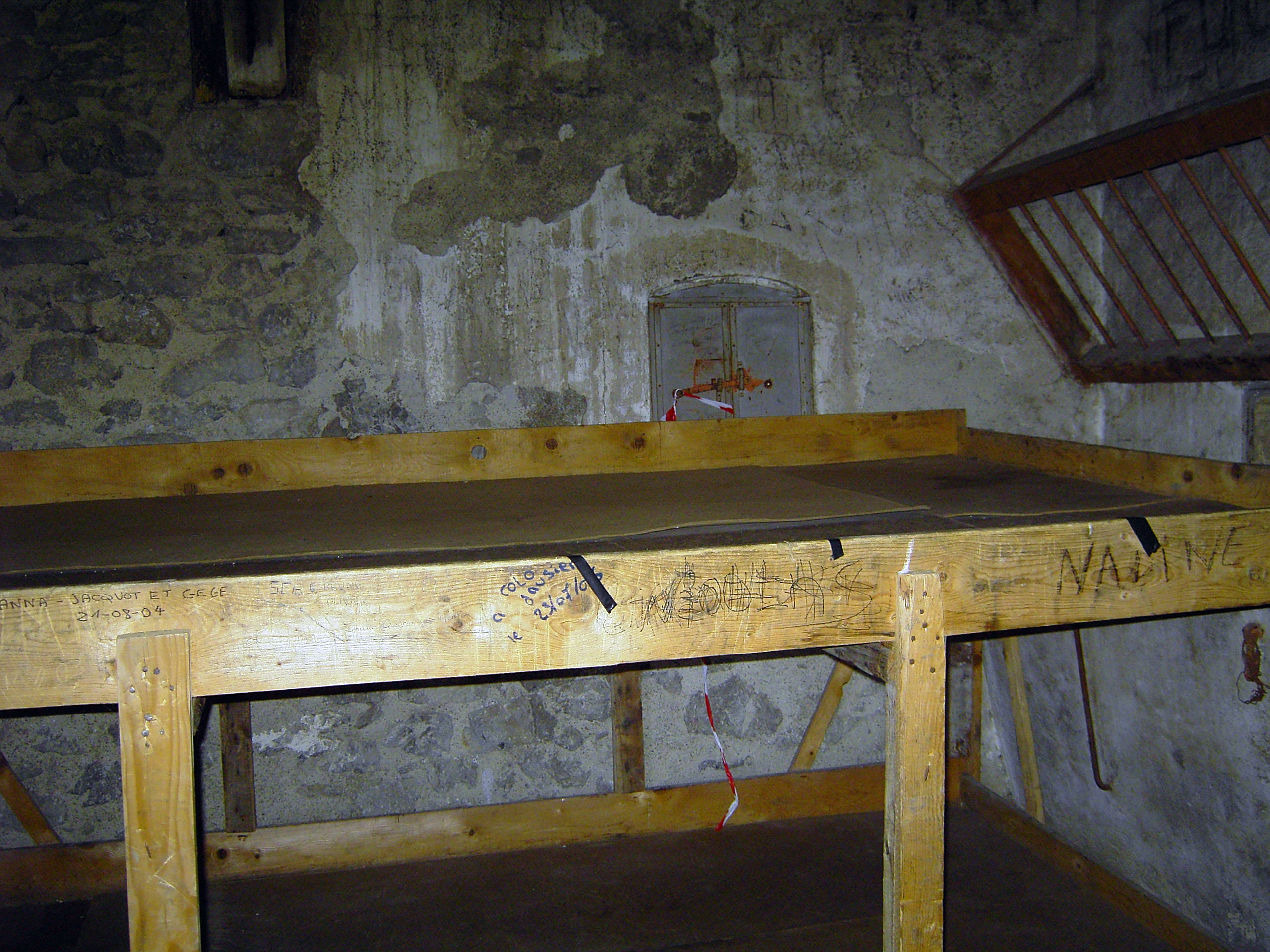
L'écurie du casernement défensif.
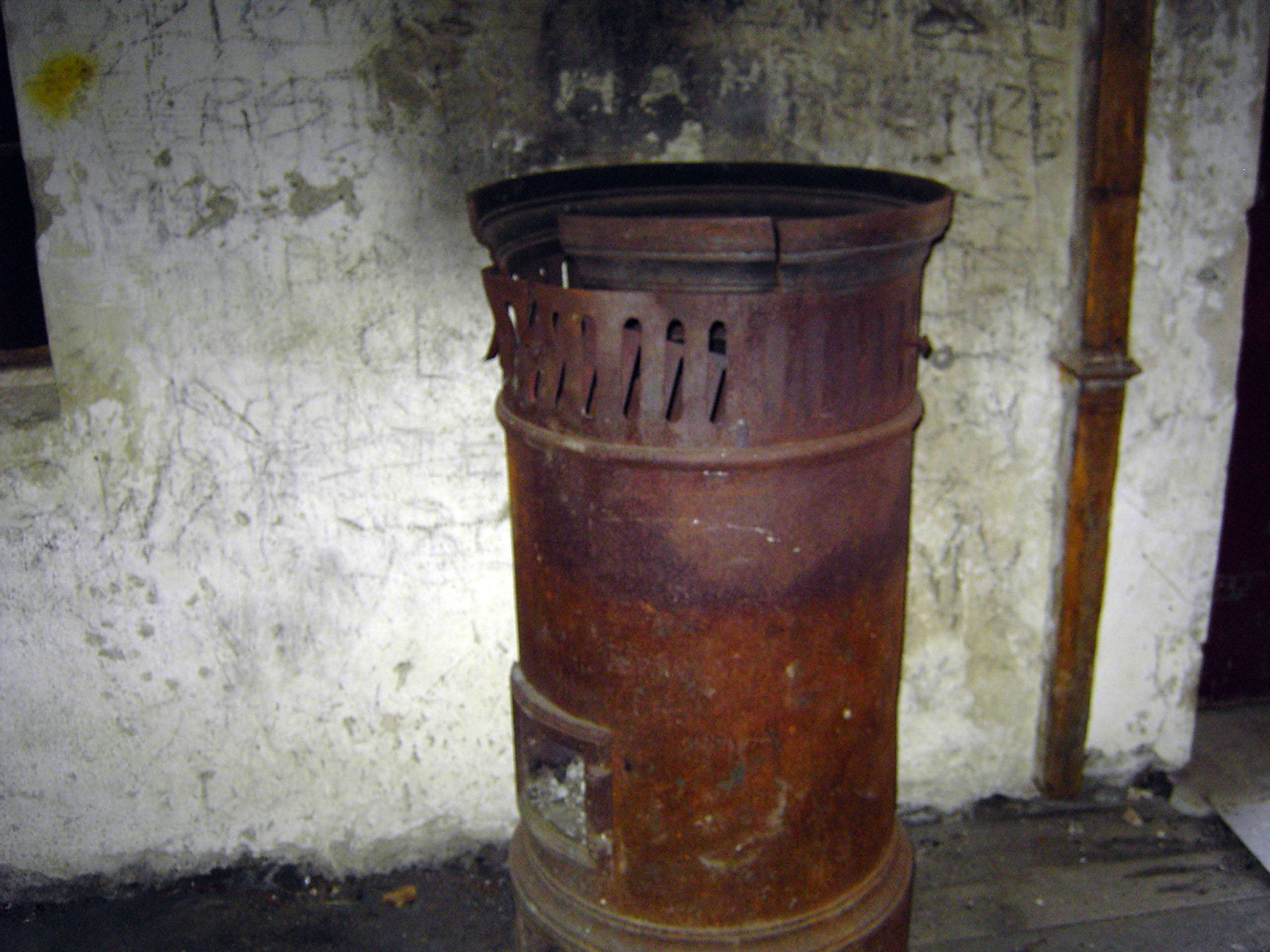
Le poêle en fonte dans le casernement défensif.
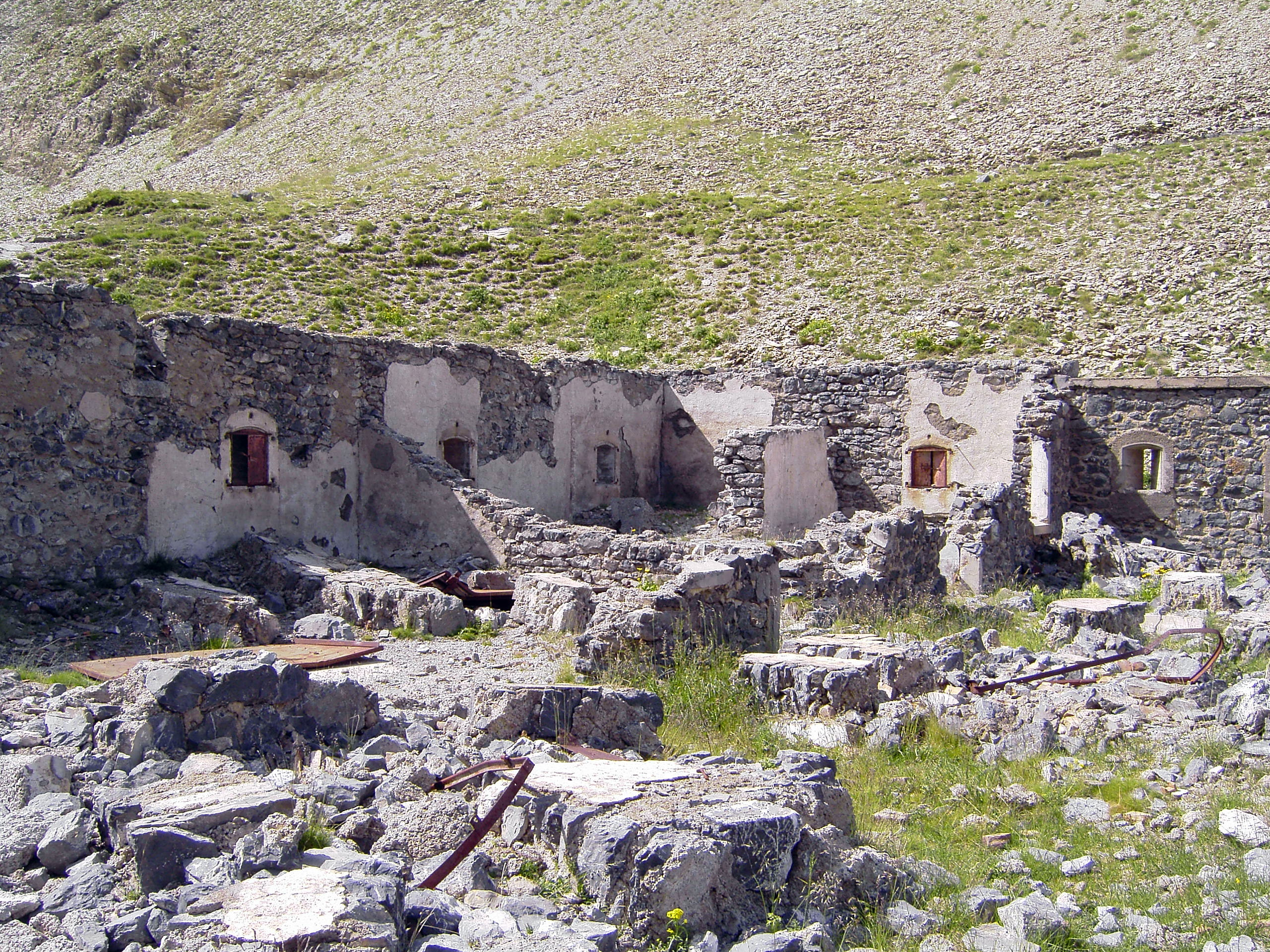
Bâtiments en ruines du casernement défensif.
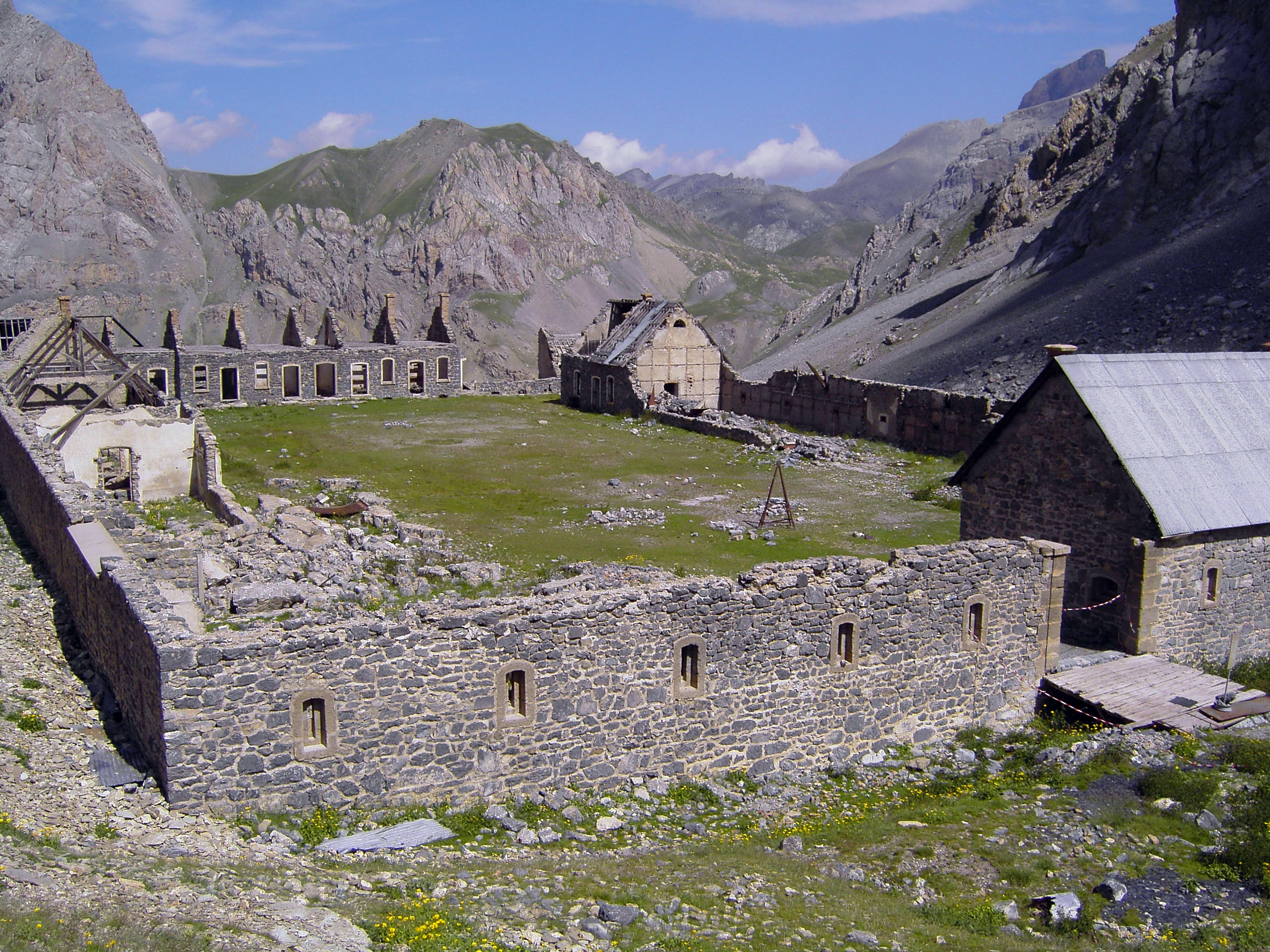
Vue d'ensemble de la cour du casernement défensif.
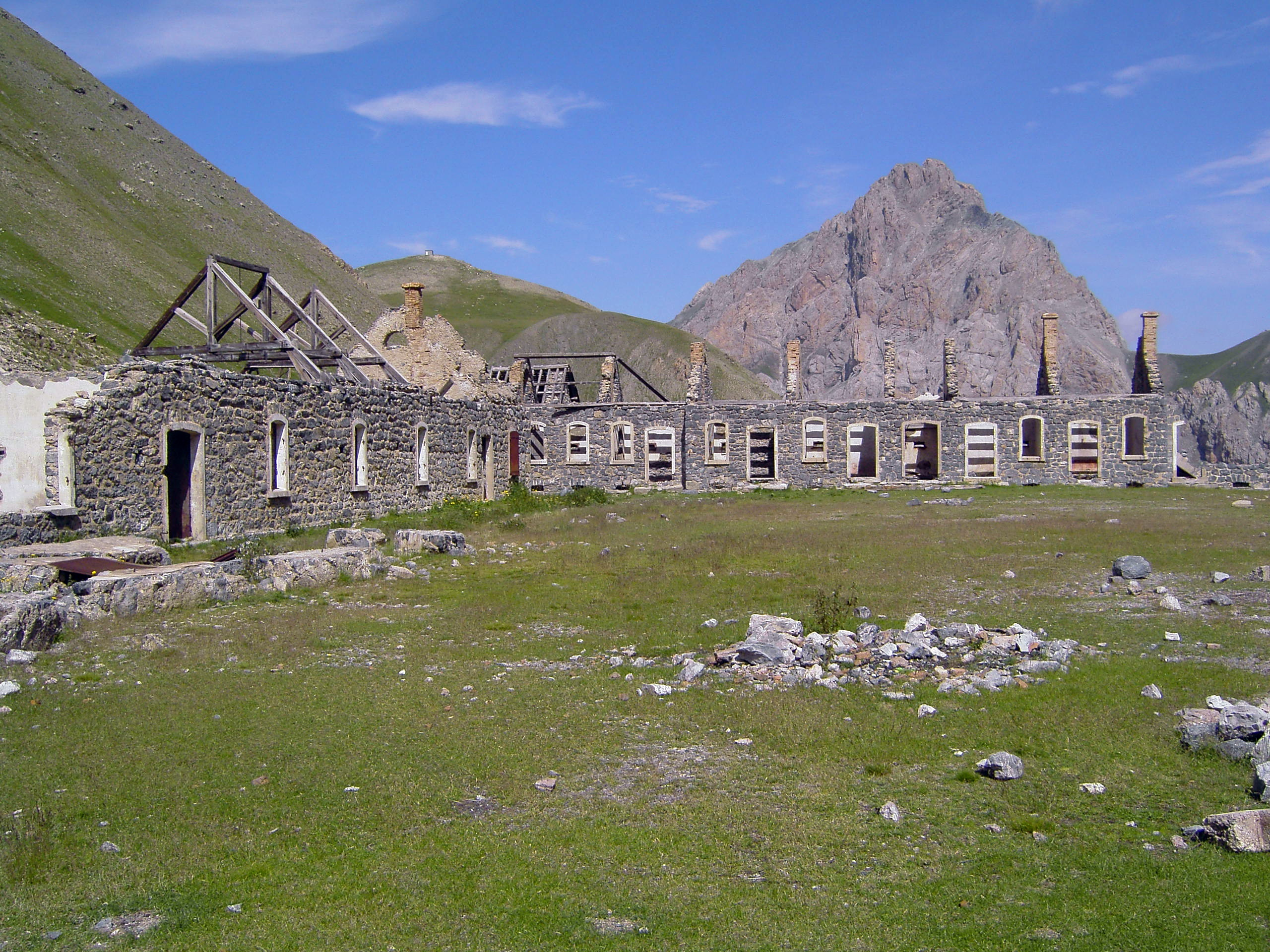
La cour du casernement défensif.
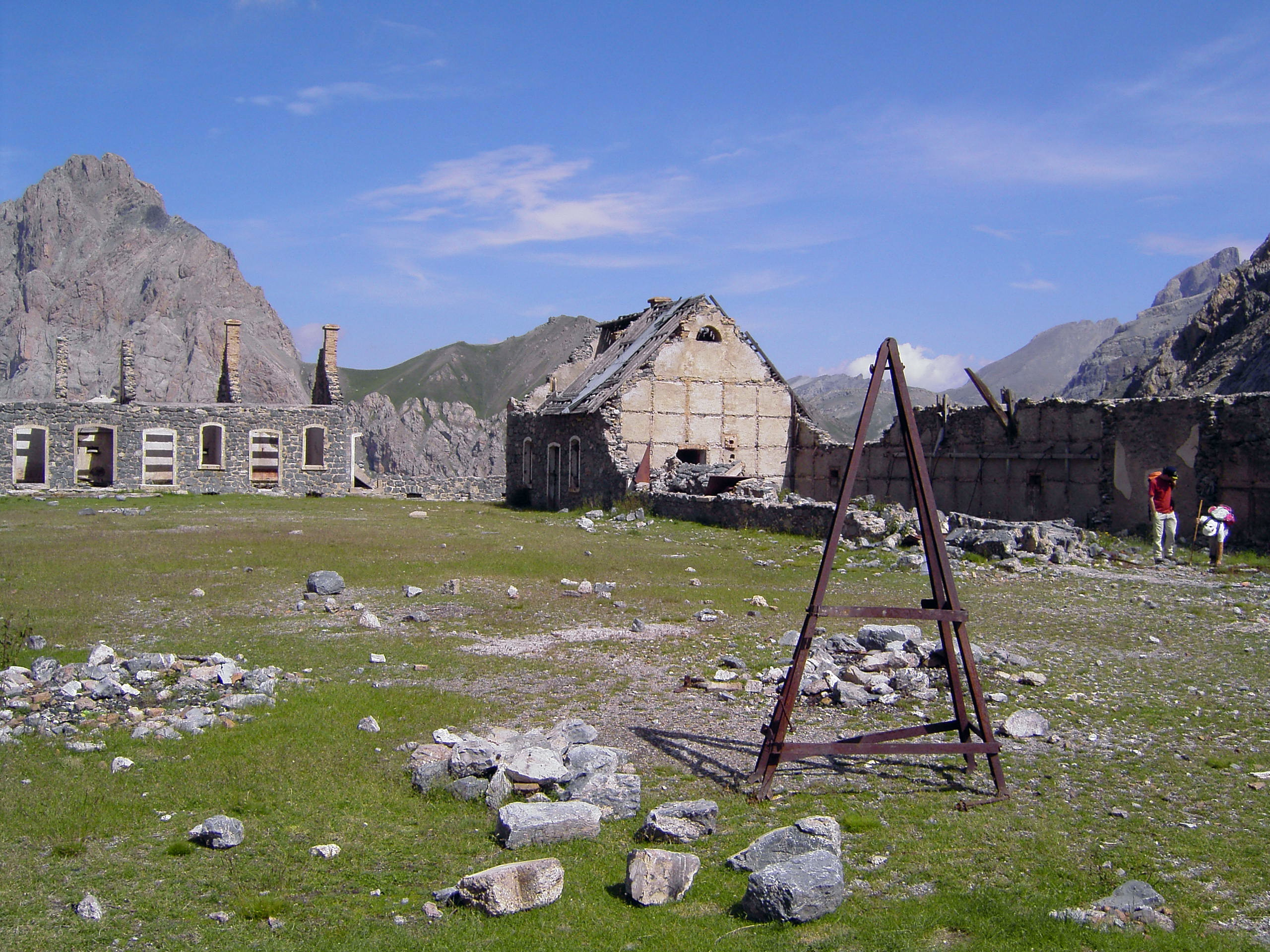
La cour du casernement défensif.